# Hippotion somalicum
Hippotion somalicum är en fjärilsart som beskrevs av Jordan 1916. Hippotion somalicum ingår i släktet Hippotion och familjen svärmare. Inga underarter finns listade i Catalogue of Life.